# Бходжпур (округ)
Бходжпур (хинди भोजपुर जिला; англ. Bhojpur) — округ на западе индийского штата Бихар. Административный центр — город Аррах. Площадь округа — 2473 км². По данным всеиндийской переписи 2001 года население округа составляло 2 243 144 человека. Уровень грамотности взрослого населения составлял 58,96 %, что соответствовало среднеиндийскому уровню (59,5 %).